# بمانویکا
بمانویکا (به لاتین: Bemanevika) یک منطقهٔ مسکونی در ماداگاسکار است که در سامباوا واقع شده‌است. بمانویکا ۱۳٬۰۰۰ نفر جمعیت دارد.